# Trska (gmina Rača)
Trska (cyr. Трска) – wieś w Serbii, w okręgu szumadijskim, w gminie Rača. W 2011 roku liczyła 373 mieszkańców.